# Cherubs
Cherubs est un groupe de rock indépendant basée à Londres, Royaume-Uni.